# Lotte Geppert
Lotte Geppert (* 21. Juni 1883 in Berlin; † 24. Januar 1968 in München) war eine deutsche Sozialpädagogin. Sie gründete die Münchener Mütterschule  e. V.

## Leben und Wirken
Charlotte Geppert absolvierte nach dem Besuch der Höheren Töchterschule die Kindergärtnerinnenausbildung am Pestalozzi-Fröbel-Haus in Berlin. Von 1903 bis 1908 war sie als Kindergärtnerin im Kindergarten des Vereins Jugendheim tätig. Zugleich unterrichtete sie Kindergartenpädagogik an der Sprengel'schen Frauenschule in Berlin. Es folgte eine Ausbildung zur Buchbinderin in München. Danach stand sie bis Ende des Ersten Weltkrieges im Dienste des Münchener 'Instituts für Soziale Arbeit'. Ihr oblag die Leitung von Kinderkursen in Handfertigkeiten, von Kursen für Mädchen und Mütter in Erziehungsfragen, für Berufs- und Volksschullehrerinnen in Werken und für Handarbeitslehrerinnen in moderner Pädagogik, in Zusammenarbeit mit Helene Sumper und Georg Kerschensteiner.
Von 1919 bis 1922 unterrichtete Lotte Geppert angewandte Pädagogik an der neu gegründeten Sozialen Frauenschule von München sowie Handfertigkeiten an allen Klassen der höheren Töchterschule Heydenaber in München. Nachdem sie nach Berlin zurückgekehrt war, absolvierte sie dort noch am Seminar des Vereins Jugendheim e.V. die Jugendleiterinnenausbildung. Dann übersiedelte sie nach Nürnberg, wo sie maßgebend an der Errichtung und dem Ausbau des heilpädagogischen Kindergarten Sonnengarten beteiligt war. Der Sonderkindergarten ist im Jahre 1923 entstanden. Die Aufgabe war, Kinder des vorschulpflichtigen Alters zu fördern, für die die enge Zusammenarbeit von Erzieher und Arzt die Voraussetzung dieses Erfolges bildete, und zwar im Sinne des reinen Kindergartens und nicht einer Schulvorstufe. Bereits 1924 gliederte sie der Einrichtung Mütterkurse an. Der Sonnengarten avancierte zum Vorbild für ähnliche sonderpädagogische Einrichtungen im In- und Ausland.
1929 errichtete Lotte Geppert in Wien eine Mütterschule, verbunden mit einem Kindergarten. Nach dem gelungenen Aufbau der Wiener Institution kehrte sie wieder nach Nürnberg an ihre alte Arbeitsstelle zurück. Als die Nationalsozialisten an die Macht kamen, emigrierte sie, da „Halbjüdin“, in die Schweiz. Dort befasste sich Lotte Geppert mit der Pädagogik Friedrich Föbels, gab Mädchen Privatunterricht und hielt Fort- und Weiterbildungskurse für Eltern, Ärzte, Kindergärtnerinnen zum Thema Erfassung und Förderung sinnesschwacher Kleinkinder in Heim, Kindergarten und Familie. Nach 1945 kehrte sie nach München zurück. Sie unterrichtete Heilpädagogik an der Sozialen Frauenschule und am Kindergärtnerinnen- und Hortnerinnenseminar der Stadt München. 1949 gründete die Pädagogin die Münchener Mütterschule e. V. 
1959 legte Lotte Geppert ihr Amt als Vorsitzende der Münchener Mütterschule e. V. nieder. Weiterhin engagierte sie sich noch aktiv im Pestalozzi-Fröbel-Verband.

## Ehrungen
- Bundesverdienstkreuz am Bande (15. November 1958)[5]

## Schriften
- Fröbelsche Gedankengänge in unserer heutigen Mütter- und Elternausbildung, in: Kindergarten 1928, S. 9–13
- Dem Andenken Friedrich Fröbels, in: Pro Jeventute 1938, S. 237–240
- Von der Intimität der Müttertschulen zum „Sozialen Beratungsdienst“, in: Unsere Kinder 1955, S. 13–24
- zusammen mit dem Psychiater Julius Mainzer: Das Leben im Sonderkindergarten, München 1929
- Mütterschularbeit im Lager und im Frauenwohnheim, in: Blätter des Pestalozzi-FröbelVerbandes 1956, S. 89–91
- Das Kleinkind in der Wunderwelt seiner metaphysischen Offenbarungen, in: Blätter des Pestalozzi-Fröbelverbandes 1957, S. 73–84
- Beängstigen Märchen unsere Kinder?, in: Blätter des Pestalozzi-Fröbelverbandes 1962, S. 184–187
- Fröbels Wirken für den Karton Bern, Bern/München 1976